# Erica Gimpel
Erica F. Gimpel (New York, 25 juni 1964) is een Amerikaans actrice en zangeres bekend van onder meer de televisieseries Fame en ER.
Gimpel is een dochter van operazangeres/actrice Phyllis Bash en schrijver Joseph Gimpel. Ze was een leerling aan de High School for the Performing Arts in New York, die model stond voor de film en televisieserie Fame, toen ze een hoofdrol kreeg in de televisieserie als leerling Coco Hernandez. Ze speelde Coco tijdens de gehele serie, van 1982 tot 1987.
Ze zong ook het titelnummer van de serie, Fame. Toen de televisieserie in 1983 in Nederland op televisie kwam, stond het nummer drie weken op nummer 1 in de Nederlandse Top 40, maar wel in de oorspronkelijke versie van Irene Cara, die in de film Coco Hernandez speelde.
Van 1997 tot 2003 speelde ze Adele Newman in ER. Ook trad ze op in onder meer Profiler, Roswell, Veronica Mars, Boston Legal, JAG en North and South. Films waarin ze zien was zijn onder andere King of New York (1990) en Freaky Friday (2003).

## Wetenswaardigheden
- Erica Gimpel speelde niet alleen een zangeres in Fame maar ook in een aflevering van de sciencefictionserie Babylon 5, waarin ze een zelfgeschreven nummer zong. Daarnaast speelt ze ook een zangeres in de televisieserie JAG.

- Bibliothèque nationale de France: cb15023707b (data)
- Gemeinsame Normdatei: 1062399714
- International Standard Name Identifier: 0000 0000 1116 8125
- Library of Congress Control Number: no2009019847
- MusicBrainz: 66cbb001-3625-4925-bec3-f878e559e280
- Virtual International Authority File: 17503635